# Марсико Нуово
Ма̀рсико Нуо̀во (на италиански: Marsico Nuovo, на местен диалект Màrsëchë, Марсъкъ) е малко градче и община в Южна Италия, провинция Потенца, регион Базиликата. Разположено е на 865 m надморска височина. Населението на общината е 4267 души (към 2012 г.).